# Skoki do wody na Olimpiadzie Letniej 1906
Skoki do wody na Olimpiadzie Letniej 1906 odbyły się w dniach 27 – 28 kwietnia. W zawodach udział wzięło 24 skoczków z 8 państw. Tryumfowali zawodnicy z Cesarstwa Niemieckiego, którzy zajęli dwa pierwsze miejsca na podiach. Zawody miały miejsce w porcie Faleron. 

## Rezultaty
| Konkurencja      |              |                |                |
| ---------------- | ------------ | -------------- | -------------- |
| Platforma – 10 m | Gottlob Walz | Georg Hoffmann | Otto Satzinger |

## Tabela medalowa
| Poz. | Państwo              |   |   |   | Łącznie |
| ---- | -------------------- | - | - | - | ------- |
| 1    | Cesarstwo Niemieckie | 1 | 1 | 0 | 2       |
| 2    | Cesarstwo Austrii    | 0 | 0 | 1 | 1       |